# 19 Arietis
Désignations
19 Arietis (en abrégé 19 Ari) est une étoile variable de la constellation du Bélier. 19 Arietis est sa désignation de Flamsteed. Elle a une magnitude apparente de 5,70, ce qui la rend faiblement visible à l'œil nu. Basé sur la base du décalage annuel de la parallaxe de 6,81 mas, elle est située à environ 480 années-lumière (150 parsecs) de la Terre. À cette distance, la magnitude de l'étoile est diminuée d'un facteur d'extinction de 0,21 en raison du gaz et de la poussière interstellaires.
19 Arietis est une étoile géante rouge de type spectral M0III. C'est une étoile variable semi-régulière avec une périodicité de 32 et 275 jours ; sa luminosité change avec une amplitude de 0,14 en magnitude durant les intervalles. L'étoile s'est étendue avec un rayon de 39 R☉ et elle est 300 fois plus lumineuse que le Soleil. Sa température effective depuis son atmosphère est de 3 838 K, lui donnant une couleur rougeâtre d'une étoile de type M.